# Burdąg
Burdąg (deutsch Burdungen) ist ein Dorf in der polnischen Woiwodschaft Ermland-Masuren. Es gehört zur Landgemeinde Jedwabno (1938 bis 1945 Gedwangen) im Powiat Szczycieński (Kreis Ortelsburg).

## Geographische Lage
Burdąg liegt am Nordufer des Burdunger Sees (polnisch Jezioro Burdąg, auch: Jezioro Burdąskie) sowie am Südufer des Malschöwer Sees (1938 bis 1945 Malshöfer See, polnisch Jezioro Małszewskie) in der südlichen Mitte der Woiwodschaft Ermland-Masuren. Bis zur früheren Kreisstadt Neidenburg (polnisch Nidzica) sind es 31 Kilometer in südwestlicher Richtung. Die heutige Kreismetropole Szczytno (deutsch Ortelsburg) liegt 17 Kilometer in östlicher Richtung.
|  |

## Geschichte

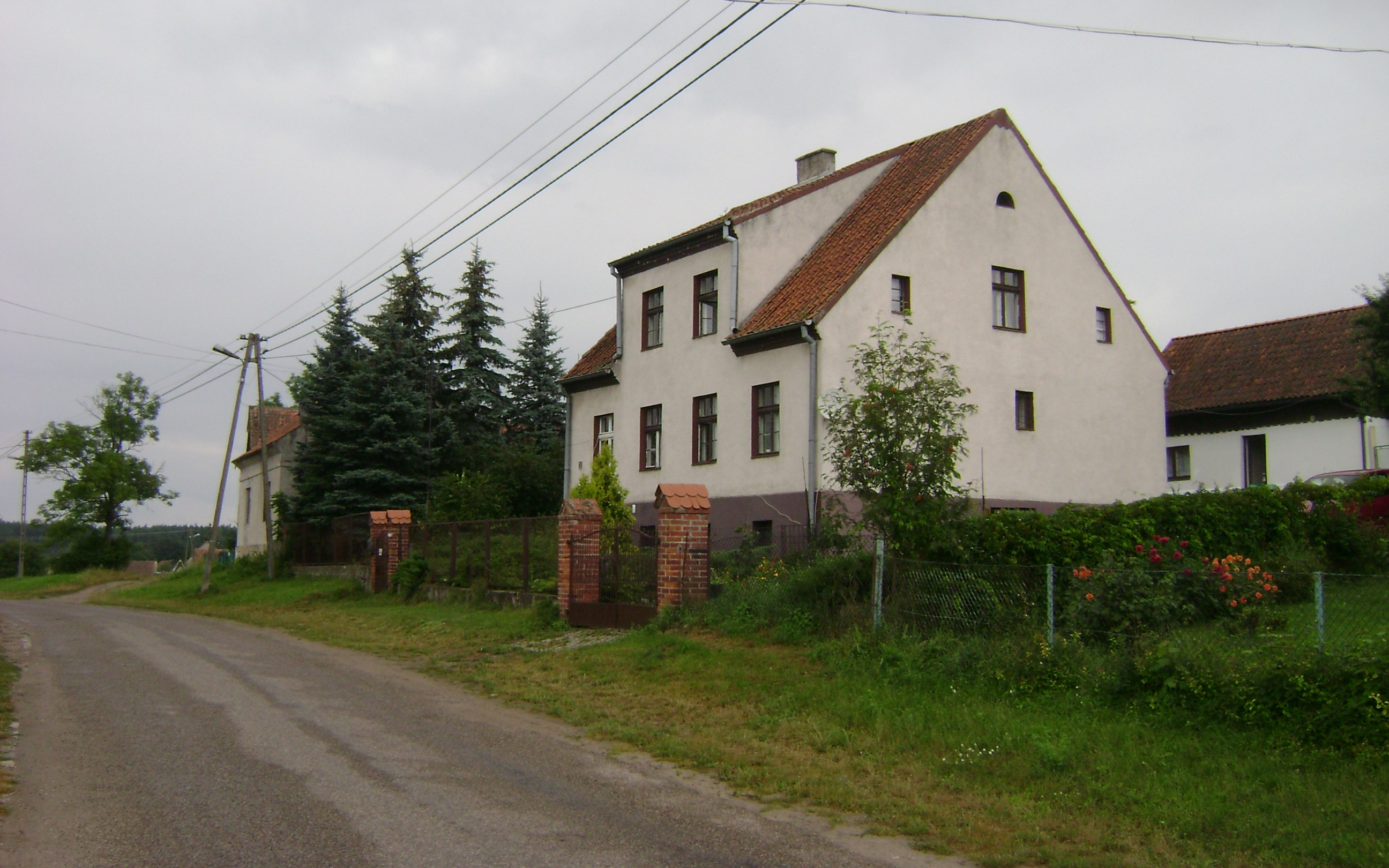
Anwesen in Burdąg

### Ortsgeschichte
Das seinerzeit Burdungk genannte Dorf wurde 1383 erstmals erwähnt. Ein Sägewerk 500 Meter nördlich des Dorfs verschaffte dem Ort später überregionale Bedeutung.
Am 28. Mai 1874 wurde Burdungen Amtsdorf und damit namensgebend für einen Amtsbezirk, der bis 1945 bestand und zum Kreis Neidenburg im Regierungsbezirk Königsberg (ab 1905: Regierungsbezirk Allenstein) in der preußischen Provinz Ostpreußen gehörte.
Im Jahre 1910 waren in Burdungen 658 Einwohner registriert. Ihre Zahl stieg bis 1933 auf 674 und belief sich 1939 auf noch 589.
In Kriegsfolge kam Burdungen 1945 mit dem gesamten südlichen Ostpreußen zu Polen. Das Dorf erhielt die polnische Namensform „Burdąg“ und ist heute – als Sitz eines Schulzenamtes – eine Ortschaft im Verbund der Landgemeinde Jedwabno (1938 bis 1945 Gedwangen) im Powiat Szczycieński (Kreis Ortelsburg), bis 1998 der Woiwodschaft Olsztyn, seither der Woiwodschaft Ermland-Masuren zugehörig. Im Jahre 2011 waren in Burdąg 374 Einwohner gemeldet.

### Amtsbezirk Burdungen (1874–1945)
Der Amtsbezirk Burdungen bestand aus den Dörfern:
| Deutscher Name | Geänderter Name 1938 bis 1945 | Polnischer Name | Anmerkungen                   |
| -------------- | ----------------------------- | --------------- | ----------------------------- |
| Braynicken     |                               | Brajniki        |                               |
| Burdungen      |                               | Burdąg          |                               |
| Dziersken      | (ab 1936:) Althöfen           | Dzierzki        | 1936 nach Neuhof eingemeindet |
| Ittowen        | (ab 1927:) Gittau             | Witowo          |                               |
| Ittowken       | Ittau                         | Witówko         |                               |
| Malschöwen     | Malshöfen                     | Małszewo        |                               |
| Neuhof         |                               | Nowy Dwór       |                               |

## Kirche
Bis 1945 war Burdungen in die evangelische Kirche Jedwabno (1938 bis 1945 Gedwangen) in der Kirchenprovinz Ostpreußen der Kirche der Altpreußischen Union, außerdem in die römisch-katholische Kirche Jedwabno im damaligen Bistum Ermland eingepfarrt. Der Bezug zu Jedwabno besteht auch heute noch für die Bewohner Burdągs, wobei der Ort nun zur Diözese Masuren der Evangelisch-Augsburgischen Kirche in Polen bzw. zum katholischen jetzigen Erzbistum Ermland gehört.

## Verkehr

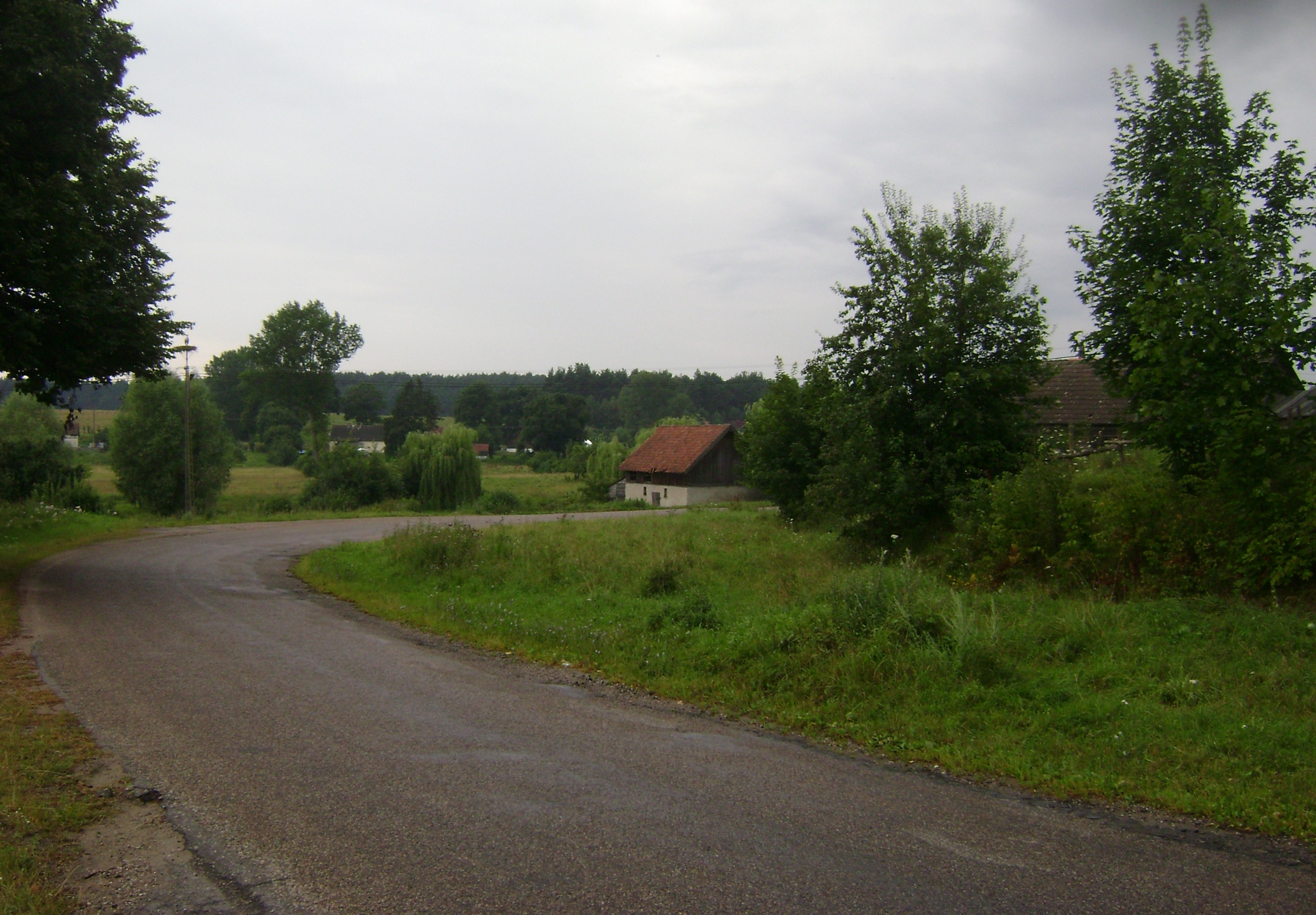
Dorfstraße in Burdąg

Burdąg liegt nördlich der Landesstraße 58 und ist von dort über die Abzweige in Jedwabno bzw. in Dzierzki zu erreichen. Die Straße von Jedwabno verbindet den Ort zugleich mit der Stadt Pasym (Passenheim) an der Landesstraße 53.
Eine Anbindung an den Bahnverkehr besteht nicht.